# Schistostephium umbellatum
Schistostephium umbellatum là một loài thực vật có hoa trong họ Cúc. Loài này được (L.f.) K.Bremer & Humphries miêu tả khoa học đầu tiên năm 1993.